# 칼리
칼리(산스크리트어: काली) 또는 칼리카(산스크리트어: कालिका)는 힌두교의 주요 여신으로 주로 시간, 죽음, 파괴와 관련이 있다. 칼리는 또한 초월적인 지식과도 연결되어 있으며, 해방적인 지식을 제공하는 여신들의 집단인 열 마하비드야 중 첫 번째 여신이다. 수많은 힌두 여신들 중 칼리는 가장 유명한 여신으로 꼽힌다. 그녀는 힌두 탄트라 및 칼리쿨라 숭배 전통의 주요 신이며, 힌두교의 여신 중심 종파와 시바파의 중심 인물이다. 칼리는 주로 신성한 어머니, 우주의 어머니, 그리고 신성한 여성 에너지로 숭배된다.
칼리의 기원은 베다 시대 이전과 베다 시대의 인도 아대륙 여신 숭배 전통으로 거슬러 올라간다. 어원적으로 칼리라는 용어는 시간을 지배하는 자 또는 검은색을 의미한다. 칼리의 첫 주요 등장은 6세기 CE 산스크리트 문헌인 데비 마하트미야였다. 칼리는 여러 이야기에서 등장하며, 가장 인기 있는 이야기는 그녀가 두르가 여신의 분노의 화신으로 나타나 악마 락타비자를 물리치는 것이다. 칼리의 무시무시한 도상은 여신들 사이에서 독특한 존재이며 피, 죽음, 파괴와 같은 끔찍한 세상의 현실을 받아들이고 구현하는 것을 상징한다.
칼리는 어머니에 대한 자식의 태도로 자신에게 다가오는 신자들을 보호하고 해탈을 베푼다고 한다. 칼리의 모성애를 찬양하는 헌신적인 노래와 시는 벵골에서 인기가 많으며, 그곳에서 그녀는 신성한 어머니로 가장 널리 숭배된다. 샥타와 탄트라 전통은 추가적으로 칼리를 궁극적인 현실 또는 브라흐만으로 숭배한다. 현대에 칼리는 여성에게 중요한 상징으로 부상했다.

## 어원
칼리라는 용어는 산스크리트어에서 상당히 다르게 언급되는 칼라에서 파생되었다. 동음이의어인 칼라(시간)는 칼라 (검은색)와는 다르지만, 대중 어원을 통해 연관되었다.
따라서 칼리는 "시간의 지배자" 또는 "검은 자"로 이해된다. 칼리는 시간 또는 죽음의 여신이자 시바의 배우자이다. 그녀는 칼리 마타("어둠의 어머니")라고도 불리며, 칼리라고도 불리는데, 이는 고유명사 또는 "어둠의 (또는 검은) 존재"라는 설명으로 읽힐 수 있다.

## 기원
Kālī라는 단어는 아타르바베다에 일찍이 나타나지만, 고유명사로 처음 사용된 것은 카타카 그리야 수트라(19.7)이다.
칼리는 탄트라적이고 비베다적인 여신으로 시작되었다. 그녀의 뿌리는 아마도 아리아인 이전 시대와 관련이 있을 것이다. 인도학자 웬디 도니거에 따르면, 칼리의 기원은 남아시아의 베다 이전 마을, 부족, 산악 문화의 신들에서 찾을 수 있으며, 이 신들은 산스크리트 전통에 의해 점차적으로 채택되고 변형되었다.

## 전설
그녀의 가장 잘 알려진 등장은 6세기 문헌인 데비 마하트미얌의 전장이다. 데비 마하트미얌의 첫 장에 나오는 신은 마하칼리인데, 그녀는 잠자는 비슈누의 몸에서 요가 니드라 여신으로 나타나 그를 깨워서 브라흐마와 세상을 두 아수라(악마)인 마두-카이타바로부터 보호한다. 비슈누가 깨어나자 두 아수라와의 전쟁을 시작했다. 비슈누와의 긴 싸움 끝에 두 악마는 패배하지 않았고 마하칼리는 마하마야의 형태로 변하여 두 아수라를 매혹시켰다. 마두와 카이타바가 마하칼리에 의해 매혹되자 비슈누는 그들을 죽였다.
이후 장들에서는 칼리에 의해 파괴된 두 아수라의 이야기를 찾을 수 있다. 찬다와 문다는 여신 카우시키를 공격한다. 카우시키는 너무나도 분노하여 얼굴이 어두워지고, 그 결과 그녀의 이마에서 칼리가 나타난다. 칼리의 모습은 검푸르고, 움푹 들어간 눈에 야윈 모습이며, 호랑이 가죽 사리와 인간 머리 목걸이를 착용하고 있다. 그녀는 즉시 두 아수라를 물리친다. 같은 전투에서 나중에 악마 락타비자는 그의 피 한 방울이 땅에 떨어질 때마다 자신을 복제하는 능력 때문에 패배하지 않았다. 수많은 락타비자 복제품들이 전장에 나타난다. 칼리는 결국 그의 피가 땅에 떨어지기 전에 빨아들이고 수많은 복제품들을 먹어치워 그를 물리친다. 킨슬리는 칼리가 "두르가의 의인화된 분노, 그녀의 구현된 분노"를 나타낸다고 썼다.
다른 기원 이야기에는 파르바티와 시바가 등장한다. 파르바티는 일반적으로 온화하고 친근한 여신으로 묘사된다. 링가 푸라나는 시바가 파르바티에게 여자만이 죽일 수 있는 축복을 받은 악마 다루카를 물리쳐달라고 요청하는 내용을 담고 있다. 파르바티는 시바의 몸과 합쳐져 다루카와 그의 군대를 물리치기 위해 칼리로 다시 나타난다. 그녀의 피에 대한 갈증은 통제 불능 상태가 되며, 시바가 개입했을 때에야 진정된다. 바마나 푸라나는 칼리와 파르바티의 관계에 대한 다른 버전을 가지고 있다. 시바가 파르바티를 칼리, 즉 "검푸른 자"라고 부르자 그녀는 크게 불쾌해한다. 파르바티는 자신의 어두운 피부를 없애기 위해 고행을 하고, 황금빛 존재인 가우리가 된다. 그녀의 어두운 외피는 카우시키가 되고, 카우시키는 격노하여 칼리를 창조한다.
데비 바가바타 푸라나에서 칼리는 악마 슘바와 니슘바와 싸우면서 분노로 검게 변한다.:221

### 락타비자 살해자
칼리의 가장 유명한 전설에서 두르가와 그녀의 조수들인 마트리카는 악마 락타비자를 파괴하기 위해 다양한 방식으로 다양한 무기로 그를 공격한다. 그들은 곧 자신들이 상황을 악화시켰다는 것을 알게 된다. 락타비자의 피 한 방울이 떨어질 때마다 그는 자신과 똑같은 복제물을 만들어내기 때문이다. 전장은 점점 더 그의 복제물들로 가득 찬다. 두르가는 악마들과 싸우기 위해 칼리를 소환한다. 이 에피소드는 데비 마하트미얌에 묘사되어 있는데, 칼리는 사나운 모습으로 호랑이 가죽을 두르고 검과 올가미를 들고 있다. 그녀는 락타비자의 피가 땅에 떨어져 복제물을 만들기 전에 그 피를 잡아채기 위해 길게 늘어뜨린 혀와 함께 깊고 붉은 눈을 가지고 있다.
칼리는 락타비자와 그의 복제물들을 먹어치우고, 죽은 자들의 시체 위에서 춤을 춘다. 이 이야기의 데비 마하트미야 버전에 따르면, 칼리는 마트리카이자 데비의 샤크티 또는 힘으로도 묘사된다. 그녀는 악마 찬다와 문다의 살해자라는 뜻의 Cāṃuṇḍā (차문다)라는 별칭을 얻었다.:72 차문다는 칼리와 매우 자주 동일시되며, 외모와 습관이 칼리와 매우 유사하다.:241 Footnotes

## 도상학과 형태
여신 칼리는 수많은 힌두 여신들 중에서 가장 유명한 여신으로 여겨진다. 칼리의 특이한 외모는 그녀의 인기의 원인으로 설명된다.:398 칼리는 도상학적으로 "끔찍하게 쇠약해진 여성"으로 묘사된다. 검은 피부, 길고 헝클어진 머리카락, 붉은 눈, 길게 늘어진 혀를 가지고 있다. 그녀는 벌거벗은 채 끔찍한 장식물을 하고 있다: "해골이나 갓 참수된 [sic] 머리로 만든 목걸이, 잘린 팔로 만든 치마, 영아의 시체로 만든 장신구." "야성"은 그녀의 성격의 결정적인 측면이다.:399 칼리의 끔찍한 도상은 그녀의 보호자 역할과 신자들에게 자유를 부여하는 역할의 상징으로 여겨지며, 신자들이 "아이의 태도"로 그녀에게 다가오면 그녀는 그들을 보살펴 줄 것이다.:399 칼리의 모성적 본성을 찬양하는 헌신적인 노래와 시는 벵골에서 인기가 많으며, 그곳에서 그녀는 가장 광범위하게 숭배된다.:399
두르가 여신의 분노의 화신으로 칼리가 처음 등장한 데비 마하트미야에서, 칼리 성격의 한 측면은 피에 대한 갈증과 죽음과 파괴가 있는 곳에 머무는 것을 좋아하는 것이었다.:399 원래 묘사에서 칼리는 종종 화장터나 전장터에서 시바의 시체 위에 서 있는 모습으로 그려졌는데, 이는 그녀가 샤크티로 나타남을 상징했다. 칼리는 "피, 죽음, 파괴"와 같은 끔찍한 세상의 현실을 여신이 포용하고 포괄함을 나타낸다.
칼리카 푸라나는 칼리를 "부드러운 검은 피부색을 지녔고, 완벽하게 아름다우며, 사자를 타고, 네 개의 팔을 가졌고, 검과 푸른 연꽃을 들고 있으며, 머리카락은 풀려 있고, 몸은 탄탄하고 젊다"고 묘사한다. 이 여신은 네 개의 팔을 가진 대중적인 형태와 열 개의 팔을 가진 마하칼리 아바타라라는 두 가지 묘사를 가지고 있다. 두 형태 모두 검은색으로 묘사되지만, 인도 대중 예술에서는 종종 푸른색으로 나타난다. 그녀의 눈은 취기와 분노로 인해 붉게 묘사된다. 그녀의 머리카락은 헝클어져 있고, 작은 송곳니가 때때로 입 밖으로 튀어나와 있으며, 혀는 축 늘어져 있다. 때로는 악마의 팔로 만든 치마와 악마 머리 목걸이를 하고 있다. 또 다른 때에는 호랑이 가죽을 입고 있는 모습으로 보인다. 그녀는 또한 뱀과 자칼과 함께 차분하고 엎드린 시바 위에 서 있는데, 일반적으로 더 인기 있는 닥시나차라("오른손 길")를 상징하기 위해 오른발이 앞으로 나와 있으며, 더 악명 높고 위반적인 바마차라("왼손 길")와는 대조적이다. 그녀의 탈것, 즉 바하나는 사자이다.

### 대중적인 형태

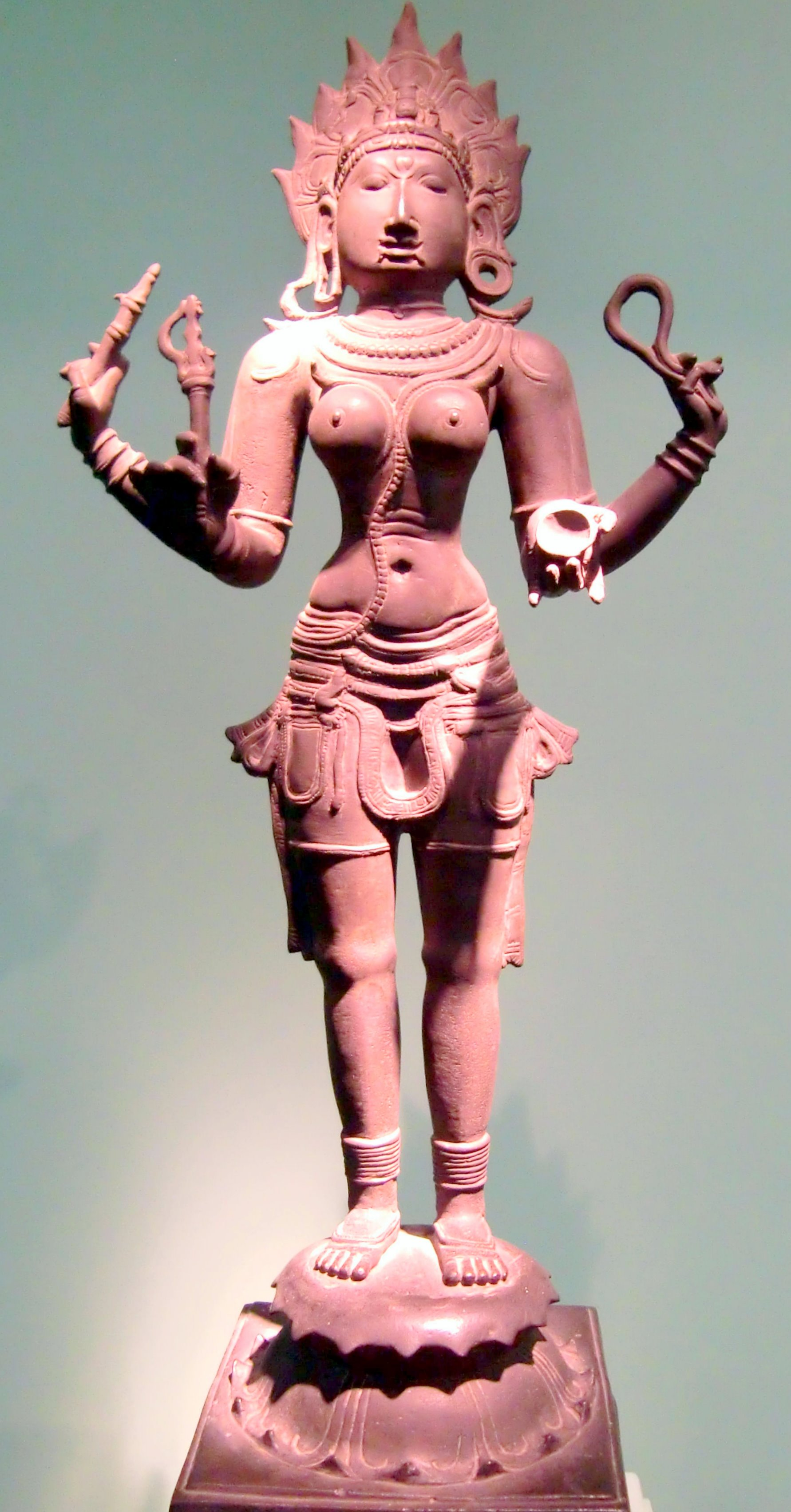
국립박물관 (뉴델리)에 소장된 12세기 칼리의 타밀 묘사

칼리는 네 개의 팔로 묘사되는데, 이는 창조와 해체의 순환을 상징한다. 그녀의 왼손은 잘린 머리와 검을 들고 있는 것으로 묘사된다. 검은 신성한 지식을 의미하며, 인간의 머리는 해탈을 얻기 위해 신성한 지식으로 살해되어야 하는 인간의 자아를 의미한다. 오른손은 일반적으로 아바야(두려움 없음)와 바라다(축복) 인상을 나타내는데, 이는 그녀의 서약된 신자들(또는 진심으로 그녀를 숭배하는 모든 사람)이 그녀가 그들을 이생과 내세에서 인도할 것이기 때문에 구원받을 것임을 의미한다.:477
그녀는 악마의 머리 목걸이를 착용하는데, 그 수는 다양하게 108개(힌두교에서 상서로운 숫자이자 만트라를 반복하기 위한 자파 말라 또는 묵주의 셀 수 있는 구슬 수) 또는 51개로, 이는 데바나가리 산스크리트 알파벳의 바르나말라 또는 문자 목걸이를 나타낸다. 힌두인들은 산스크리트어가 역동성의 언어이며, 이 각 문자는 에너지의 한 형태 또는 칼리의 한 형태를 나타낸다고 믿는다. 따라서 그녀는 일반적으로 언어와 모든 만트라의 어머니로 간주된다.:475
그녀는 종종 벌거벗은 모습으로 묘사되는데, 이는 그녀가 순수한 (니르구나) 존재-의식-지복이며 프라크리티를 훨씬 초월하기 때문에 마야의 덮개를 넘어섰음을 상징한다. 그녀는 최고로 드러나지 않은 상태의 브라흐만이기 때문에 매우 어둡게 나타난다. 그녀는 영구적인 특성이 없으며, 우주가 끝날 때에도 계속 존재할 것이다. 따라서 색깔, 빛, 선, 악의 개념은 그녀에게 적용되지 않는다고 믿어진다.:463–488

### 마하칼리

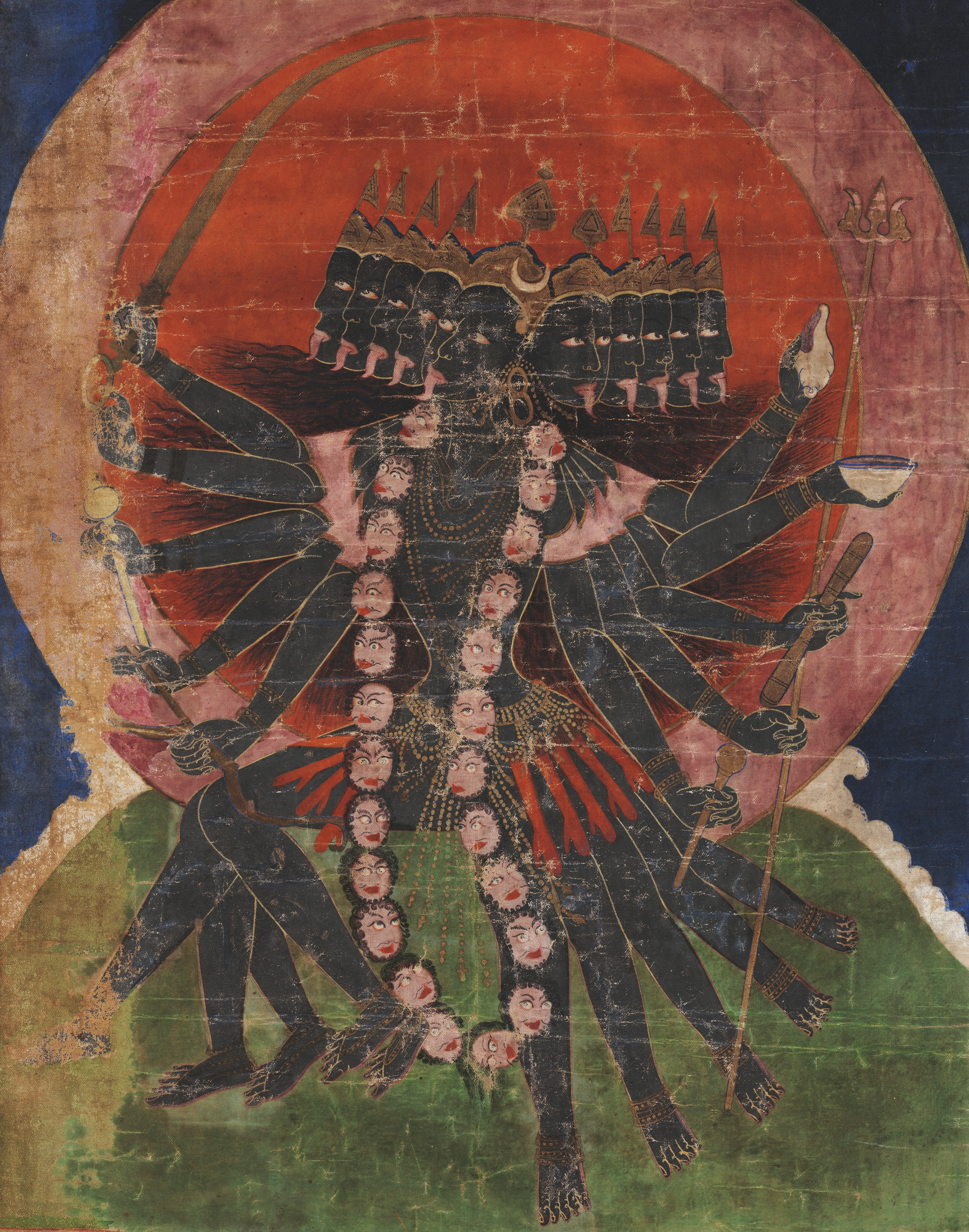
마하칼리, 시간과 죽음의 여신으로 열 개의 머리, 팔, 다리를 가진 검은 피부로 묘사되었다.

마하칼리(산스크리트: Mahākālī, 데바나가리 문자: महाकाली, 벵골어: মহাকালী, 구자라트어: મહાકાળી)는 문자 그대로 "위대한 칼리"를 의미하며, 때로는 칼리의 더 큰 형태로 간주되어 브라흐만의 궁극적 현실과 동일시된다. 또한 칼리 여신의 경칭으로도 사용될 수 있다.:257 마하칼리는 절대적인 밤과 시간의 힘을 상징한다. 그녀는 다섯 또는 열 개의 머리를 가지고 있으며, 각 머리에는 세 개의 눈이 있고 다른 무기를 들고 있다. 마하칼리는 만물의 기원으로 알려져 있으며, 그녀의 배우자는 마하칼라이다.:257
스칸다 푸라나는 시바가 세상이 보편적인 파괴될 때 세상을 파괴하도록 지시하자 칼리가 마하칼리의 형태로 변했다고 언급한다.:242
열 개의 팔을 가진 마하칼리 형태에서는 푸른 돌처럼 빛나는 것으로 묘사된다. 그녀는 열 개의 얼굴, 열 개의 발, 그리고 각 머리마다 세 개의 눈을 가지고 있다. 그녀의 모든 팔다리에는 장식품이 장식되어 있다. 시바와의 연관성은 없다.

### 닥시나칼리

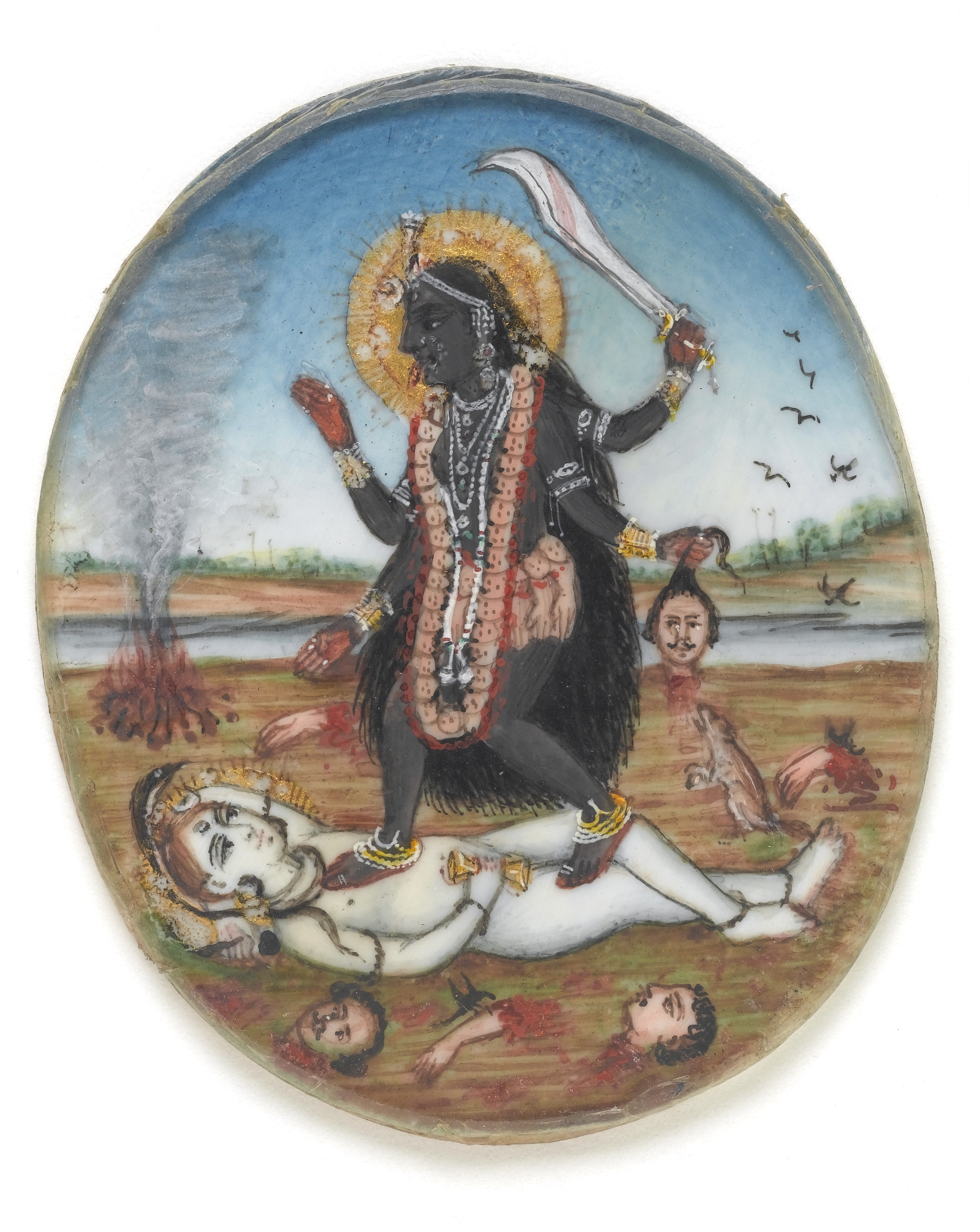
닥시나 칼리, 시바는 그녀의 발밑에 경건하게 있다.

닥시나칼리는 벵골에서 가장 인기 있는 칼리의 형태이다. 그녀는 신자들과 자녀들을 불행과 재난으로부터 보호하는 자비로운 어머니이다. 닥시나칼리라는 이름의 기원에는 다양한 설이 있다. 닥시나는 의식을 수행하기 전에 사제에게 주어지는 선물 또는 자신의 구루에게 주어지는 선물을 의미한다. 이러한 선물은 전통적으로 오른손으로 주어진다. 닥시나칼리의 두 오른손은 일반적으로 축복과 은혜를 주는 제스처로 묘사된다. 그녀의 이름 기원에 대한 한 가지 설은 남쪽에 사는 죽음의 신 야마라자의 이야기에서 비롯된다. 야마가 칼리의 이름을 듣고 두려움에 도망쳤기 때문에 칼리를 숭배하는 사람들은 죽음 자체를 극복할 수 있다고 한다.:53–55
닥시나칼리는 보통 오른발로 시바의 가슴을 밟고 있는 모습으로 묘사되는데, 왼발로 시바의 가슴을 밟고 있는 칼리는 더욱 무시무시한 바마칼리를 묘사한다. 바마칼리는 주로 비가정 생활자들이 숭배한다.
이 자세는 칼리가 수많은 악마를 파괴한 후 통제 불능 상태로 폭주했던 에피소드의 결말을 보여준다. 비슈누는 칼리를 진정시키기 위해 그녀를 대면했다. 그녀는 분노의 한없는 힘 너머를 볼 수 없었고 비슈누는 그녀의 길에서 비켜나야 했다. 이를 본 데바들은 더욱 두려워하며 칼리가 폭주하여 온 우주를 파괴할 때까지 멈추지 않을까 걱정했다. 시바는 칼리의 끝없는 파괴를 막을 수 있는 유일한 해결책을 보았다. 시바는 칼리 여신이 자신을 밟고 지나가도록 전장에 드러누웠다. 자신의 배우자가 발밑에 있는 것을 본 칼리는 자신이 너무 멀리 나아갔음을 깨달았다. 자신이 저지른 피해에 대한 슬픔으로 가득 찬 그녀의 붉은 혀는 입에서 늘어졌고, 그녀는 진정되었다. 이야기의 일부 해석에서는 시바가 칼리의 발을 자신의 가슴에 얹음으로써 칼리의 은혜를 받으려고 했다.

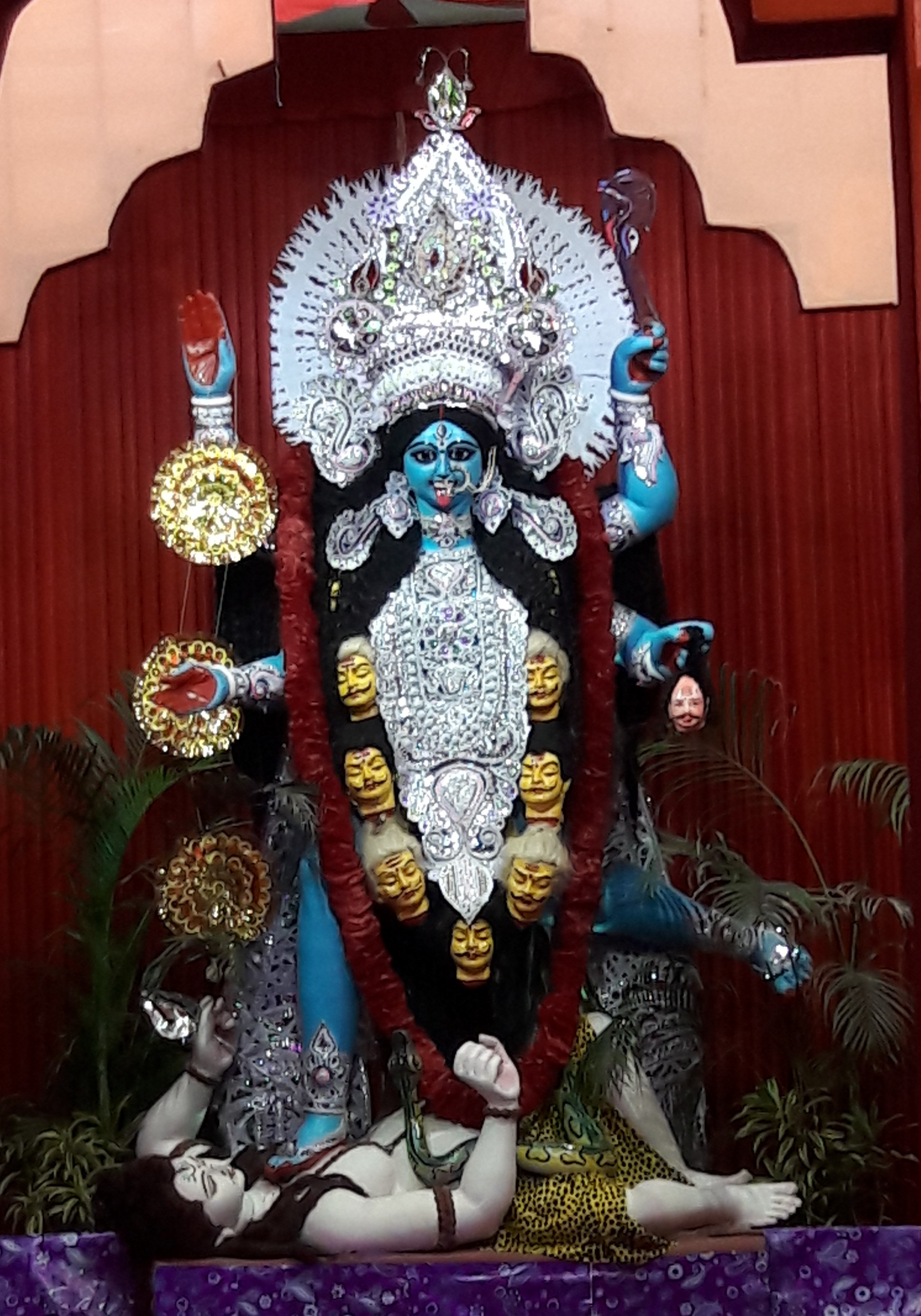
이 여신은 벵골의 칼리 푸자 기간 동안 일반적으로 닥시나 칼리 (시바 위에 오른발을 얹고 있는 모습)로 숭배된다.

레이첼 펠 맥더모트(Rachel Fell McDermott)에 따르면, 시인들은 시바를 "칼리 발아래 엎드린 신자, 자아를 포기하거나 그녀의 손길로 해탈을 얻기를 바라는 자"로 묘사했다. 사실, 시바는 칼리에게 너무나 매혹되어 그녀를 얻기 위해 고행을 했고, 그녀의 발이라는 보물을 받은 후 그것들을 존경하는 마음으로 가슴에 안고 있었다고 한다.
칼리 여신상 중 닥시나칼리 형태 숭배의 인기는 종종 크리슈나난다 아가마바기샤에게 기인한다. 그는 저명한 17세기 벵골 탄트라 사상가이자 탄트라사라의 저자였다. 데비 칼리는 꿈에 그에게 나타나 다음 날 그에게 나타날 특정 형태로 자신을 대중화하라고 말했다고 한다. 다음 날 아침 그는 한 젊은 여성이 소똥을 만들고 있는 것을 보았다. 그녀는 소똥을 벽에 붙이면서 오른발을 앞으로 내민 알리다 자세로 서 있었다. 그녀는 크리슈나난다가 자신을 지켜보고 있는 것을 보고 부끄러워하며 혀를 이빨 사이에 넣었다. 아가마바기샤는 이것이 그가 찾던 마 칼리의 신성한 형태임을 깨달았다.:54 크리슈나난다 아가마바기샤는 또한 칼리 헌신자이자 시인인 람프라사드 센의 구루였다.:217

### 삼하라 칼리
삼하라 칼리, 또는 바마 칼리라고도 불리는 그녀는 파괴의 힘을 구현한다. 탄트라 경전의 주 여신인 삼하라 칼리는 칼리의 가장 위험하고 강력한 형태이다. 삼하라 칼리는 칼리가 왼발을 앞으로 내딛고 오른손에 검을 들고 있을 때 형태를 취한다. 그녀는 죽음과 파괴의 칼리이며, 탄트라 신봉자들에 의해 숭배된다. 삼하라 칼리로서 그녀는 죽음과 해방을 준다. 마하칼라 삼히타에 따르면, 삼하라 칼리는 두 팔을 가졌고 검은 피부색을 띤다. 그녀는 시체 위에 서서 갓 잘린 머리와 떨어지는 피를 모으는 접시를 들고 있다. 그녀는 전사들, 탄트라의 추종자들인 탄트라 신봉자들에 의해 숭배된다.

### 기타 형태
벵골에서 인기 있는 다른 칼리 형태로는 락샤 칼리(전염병과 가뭄으로부터 보호하기 위해 숭배되는 칼리 형태), 바드라 칼리, 구히아 칼리가 있다. 칼리는 전통에 따라 8, 12, 또는 21가지의 다양한 형태를 가진다고 한다. 인기 있는 형태는 아디아 칼리, 친타마니 칼리, 스파르샤마니 칼리, 산타티 칼리, 시디 칼리, 닥시나 칼리, 락타 칼리, 바드라 칼리, 스마샤나 칼리, 아다르바나 바드라 칼리, 카마칼라 칼리, 구히아 칼리, 함사 칼리, 샤마 칼리, 칼라산카르시니 칼리이다. 구자라트주에서는 코디야르가 마하칼리의 지역 형태이다.

## 상징

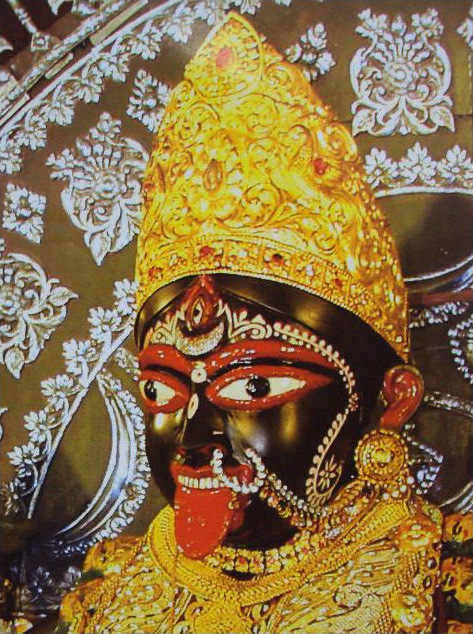
벵골과 오디샤주에서는 칼리의 늘어진 혀가 남편의 가슴을 밟았다는 깨달음에 대한 당혹감을 나타내는 것으로 널리 여겨진다. 위: 다크시네스와르 칼리 사원의 칼리 신상.

칼리 외모의 상징적 의미에 대한 해석은 탄트라 또는 헌신적인 접근 방식과 그녀의 이미지를 상징적, 비유적 또는 신비적 방식으로 보는지에 따라 다양하다. 칼리의 다양한 형태에 대한 많은 다양한 묘사가 있다. 가장 일반적인 형태는 그녀가 창조와 파괴의 양면을 보여주는 네 개의 팔과 손을 가지고 있는 것이다. 두 개의 오른손은 종종 축복을 베푸는 자세로 뻗어 있는데, 하나는 "두려워 말라"는 인상(아바야무드라)을, 다른 하나는 은혜를 베푸는 인상이다. 그녀의 왼손은 잘린 머리와 피로 뒤덮인 검을 들고 있다. 검은 무지함과 자아(타마스)의 속박을 끊어내는데, 이는 잘린 머리로 표현된다. 칼리의 혀에 대한 한 가지 해석은 붉은 혀가 이빨의 흰색(사트빅을 상징) 본성에 의해 정복되는 라자식 본성을 상징한다는 것이다. 그녀의 검은색은 그녀가 니르구나, 즉 자연의 모든 특성을 넘어선 초월적인 존재임을 나타낸다.:53–55 칼리의 늘어진 혀는 그녀가 화나고 격분했음을 나타내는 것으로 해석되지만, 인도의 많은 사람들은 이를 부끄러움에 "혀를 깨무는" 것으로 해석한다.:222
칼리의 늘어진 혀에 대한 가장 널리 퍼진 해석은 그녀가 남편의 가슴을 밟았다는 갑작스러운 깨달음에 대한 당혹감을 포함한다. 그 행위에 대한 칼리의 갑작스러운 "겸손과 수치심"은 오디샤 힌두교도들 사이에서 널리 퍼진 해석이다.:53–55 혀를 깨무는 것은 라자 또는 겸손의 감정을 전달하며, 이는 칼리가 표현하는 감정으로 널리 받아들여진다.:237 벵골에서도 칼리의 튀어나온 혀는 "말할 수 없는 당혹감의 표시로 널리 받아들여지며, 벵골인들 사이에서 매우 흔한 제스처"이다.:xxiii
칼리의 쌍둥이 귀걸이는 작은 배아이다. 이는 칼리가 아이 같은 특성을 지닌 신자들을 좋아하기 때문이다. 칼리의 이마는 보름달처럼 빛나며 영원히 감로를 뿜어내는 것으로 보인다.
칼리는 종종 오른발로 시바의 가슴 위에 서 있는 모습으로 나타난다. 이는 칼리가 전장에서 통제 불능 상태로 폭주하여 온 우주를 파괴하려던 에피소드를 나타낸다. 시바는 그녀를 진정시키기 위해 그녀의 발밑에 드러누워 그녀를 달래고 진정시켰다. 시바는 때때로 얼굴에 행복한 미소를 띠고 있는 모습으로 나타난다.:53–55 그녀는 일반적으로 잘린 머리들로 만든 목걸이를 착용하는데, 그 수는 보통 50개이다. 이는 산스크리트 알파벳의 글자들을 상징하며, 따라서 모든 창조가 시작되는 옴의 원초적인 소리를 나타낼 수 있다. 그녀의 치마를 이루는 잘린 팔은 그녀가 떠맡은 신자들의 업을 나타낸다.
시바의 엎드린 형상 위에 서 있는 칼리의 흔히 묘사되는 이미지 뒤에 숨겨진 상징주의에 대한 여러 가지 해석이 있다. 일반적인 해석은 시바가 현실의 보편적이고 변치 않는 측면인 푸루샤 또는 순수 의식을 상징한다는 것이다. 칼리는 자연 또는 물질인 프라크리티를 나타내며, 때로는 생명의 창조라는 여성적 특성을 가진 것으로 여겨진다. 이 두 가지 특성의 결합은 궁극적인 현실을 나타낸다.:88
탄트라적 해석은 시바를 의식으로, 칼리를 힘 또는 에너지로 본다. 의식과 에너지는 서로에게 의존적이며, 시바는 창조, 보존, 파괴에서 자신의 역할을 수행하기 위해 샤크티, 즉 에너지에 의존하기 때문이다. 이러한 관점에서 샤크티 없이는 시바는 행동할 수 없는 시체이다.:53

## 숭배

### 만트라
칼리는 초월적인 지식과 밀접하게 연관되어 있으며, 해방적인 지식을 제공하는 여신들의 통합체인 열 마하비드야 중 첫 번째로 여겨진다.:399 칼리는 주로 칼리쿨라 숭배 전통에서 숭배된다. 직접적인 숭배의 가장 가까운 방법은 마하칼리 또는 바드라칼리(산스크리트어로 바드라는 '온화한'을 의미한다)의 형태에 있다. 칼리 숭배를 위한 한 가지 만트라는 다음과 같다:
— सर्वमङ्गलमाङ्गल्ये शिवे सर्वार्थसाधिके । शरण्ये त्र्यम्बके गौरि नारायणि नमोऽस्तु ते ॥
ॐ जयंती मंगला काली भद्रकाली कपालिनी । दुर्गा क्षमा शिवा धात्री स्वाहा स्वधा नमोऽस्तु‍ते ॥, Sarvamangal-māngalyē śivē sarvārthasādhikē. Śaraṇyē tryambakē Gauri nārāyaṇi namō'stu tē.
Oṃ jayantī mangala kālī bhadrakālī kapālinī . Durgā kṣamā śivā dhātrī svāhā svadhā namō'stu‍tē.
ॐ काली काली महाकाली कालिके परमेश्वरी । सर्वानन्दकरी देवी नारायणि नमोऽस्तुते ।।

### 탄트라

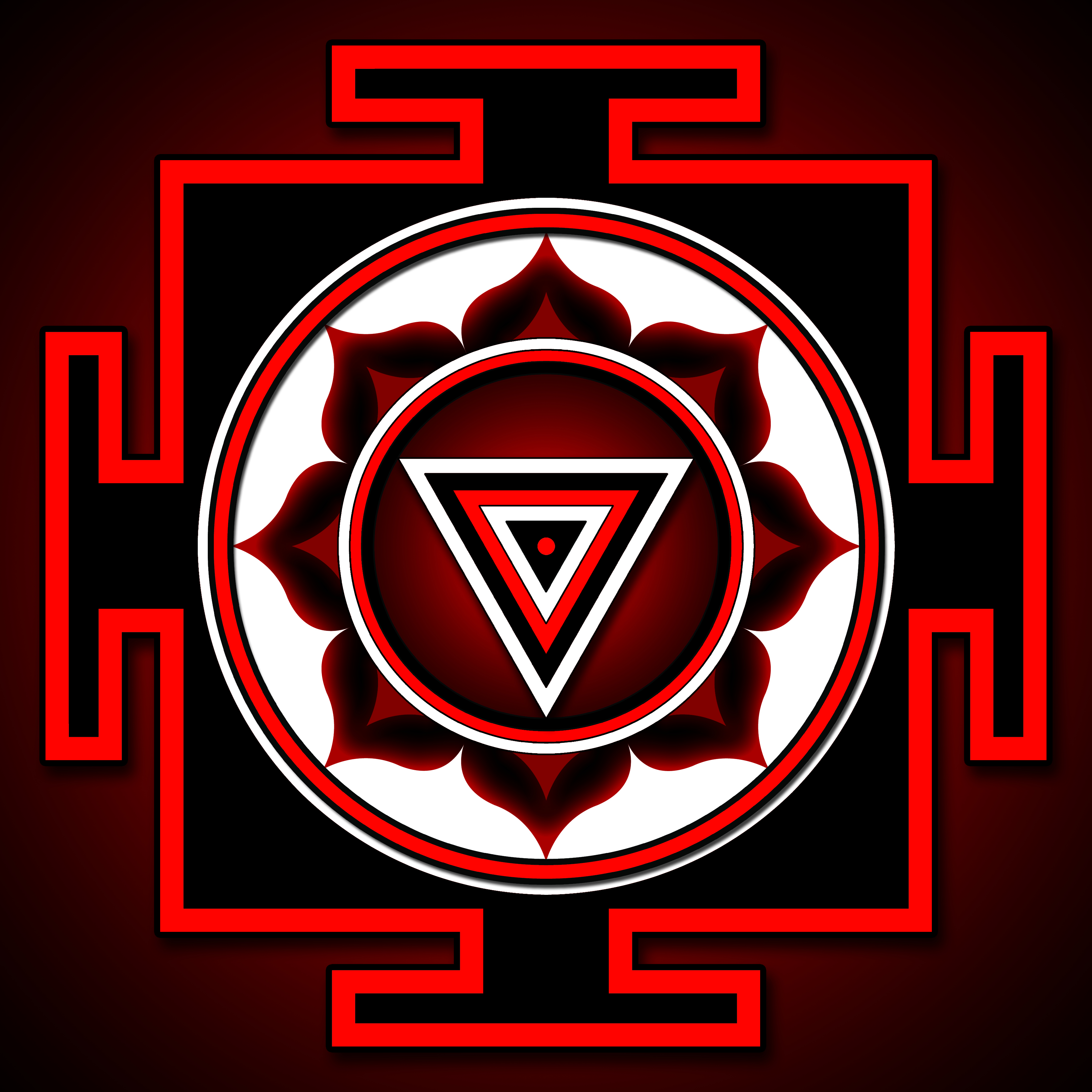
칼리 얀트라

탄트리즘에서 현실의 원인은 남성과 여성, 즉 시바와 샤크티 사이의 상호작용이다. 결과적으로 여신들은 탄트라 요가의 연구와 수행에서 중요한 역할을 하며, 현실의 본질을 이해하는 데 필수적이다. 파르바티가 시바의 지혜를 탄트라의 형태로 받았음에도 불구하고, 칼리는 종종 탄트라 도상학, 텍스트, 의식에서 언급된다. 칼리는 많은 탄트라 텍스트에서 최고의 현실 또는 모든 신들 중 가장 위대한 존재로 숭배된다. 니루타라-탄트라와 피치라-탄트라는 모든 만트라 중 칼리의 만트라가 가장 위대하다고 명시한다. 카마드다-탄트라는 칼리가 사치다난다 또는 불멸의 지복이자 브라흐만이라고 언급한다. 요기니-탄트라, 카마키아-탄트라, 니루타라-탄트라와 같은 다른 텍스트에서는 칼리가 마하데비의 필수적인 형태로 언급된다.:122–124
탄트라 수행에서 칼리의 형상은 죽음 그 자체를 나타낸다. 약 10세기경의 카르푸라디-스트로트라(Karpuradi-stotra)는 화장터(사마하나-사단)에서 수행되는 판차타트바 의식을 묘사한다. 이 의식은 칼리의 끔찍한 형상을 명상하고 그녀와 대면하는 사다카가 구원을 얻을 수 있다고 명시한다.:122–124
카르푸라디-스트로트라(Karpuradi-stotra)는 또한 젊고 미소 짓는 얼굴을 가지고 있으며 두 개의 오른손으로 두려움을 없애고 은혜를 베푸는 칼리의 부드러운 형태를 묘사한다. 그녀는 또한 우주의 최고 존재로 묘사된다. 이 자애로운 형태에서 칼리는 두려움을 극복했을 때 구원을 주는 여신이 되며, 죽음의 상징에서 죽음에 대한 승리의 상징으로 변모한다.:124–125

### 벵골 전통에서

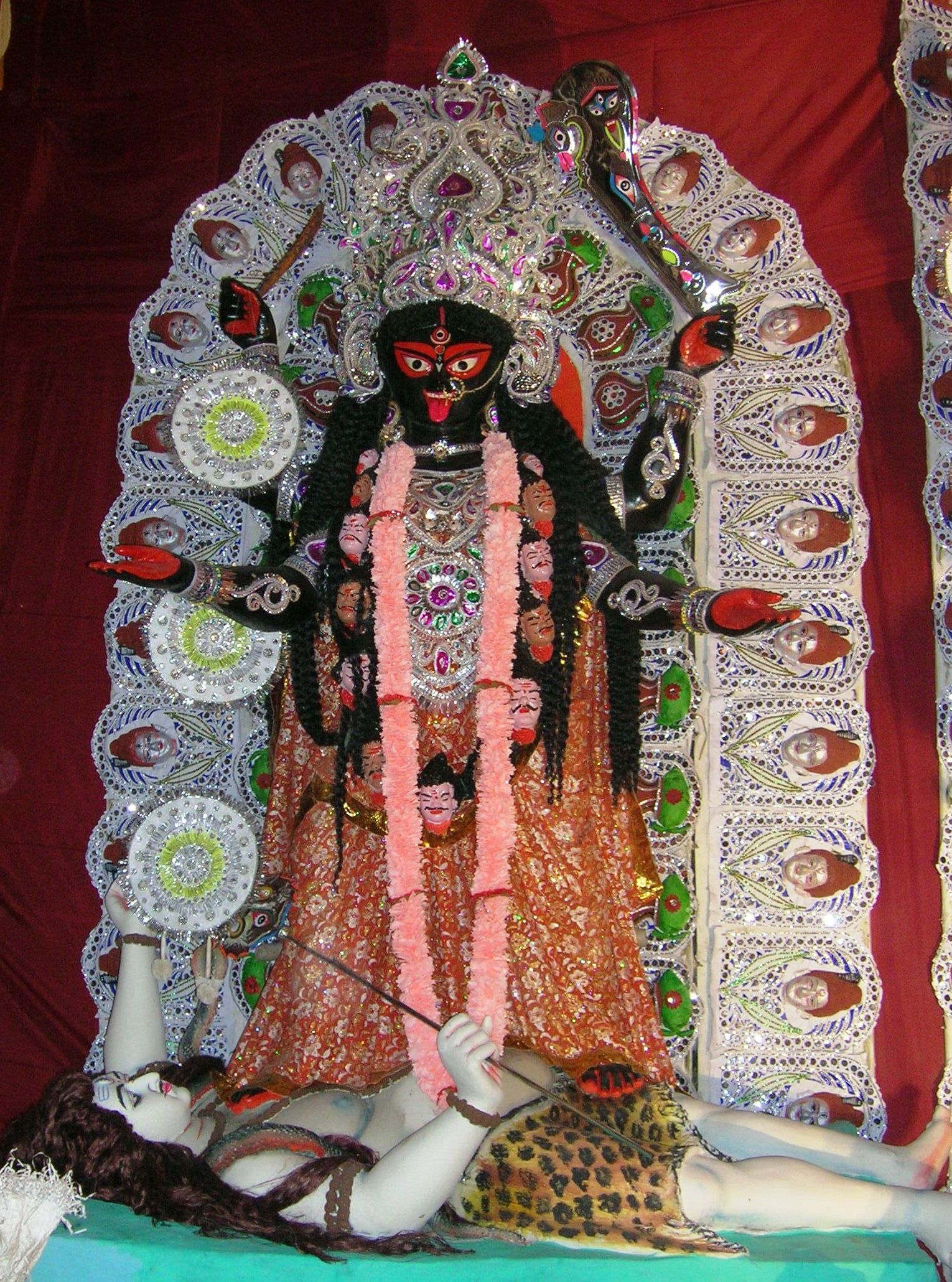
벵골에서 숭배되는 시바를 밟고 있는 칼리 상.

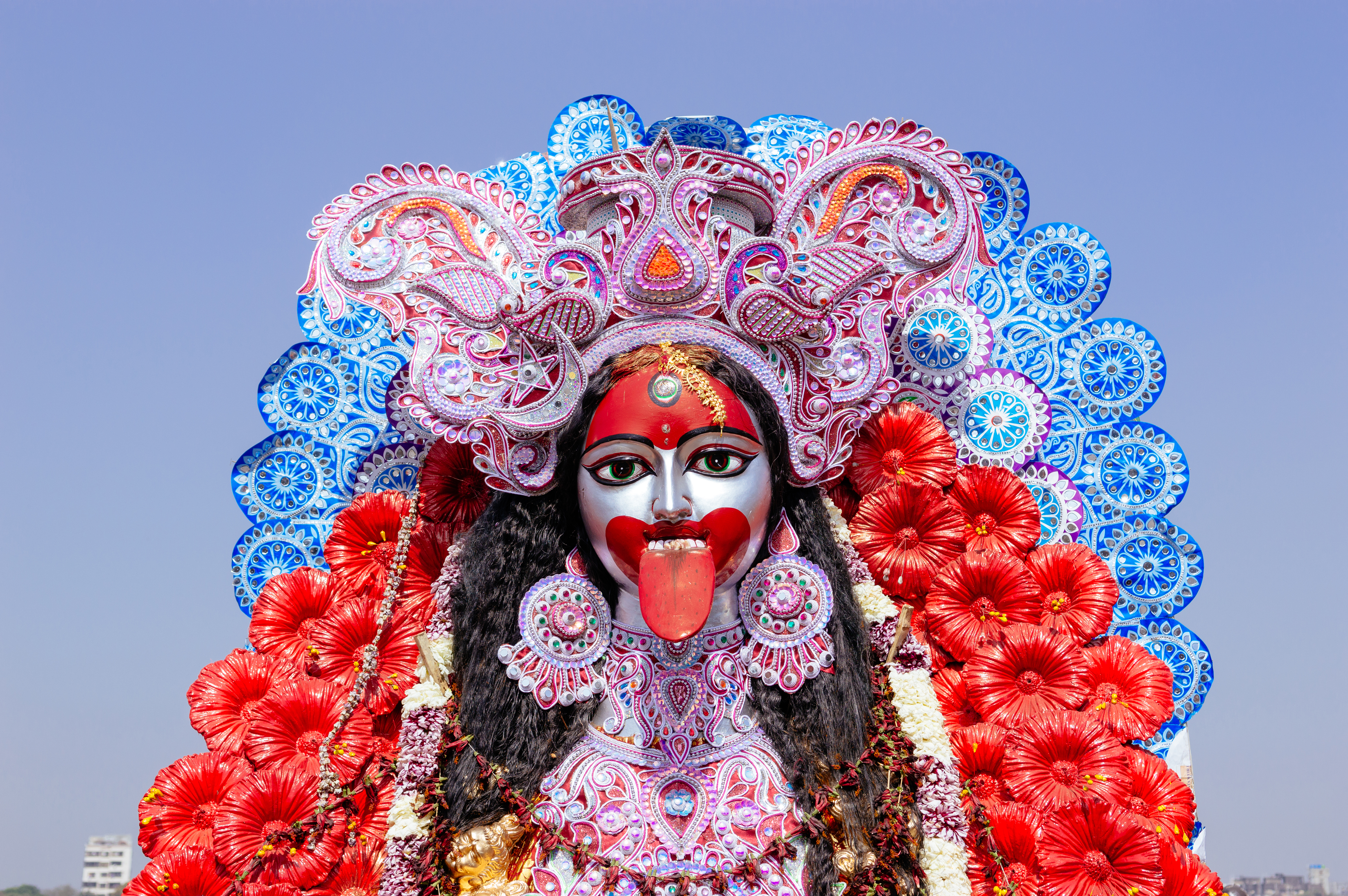
후글리강 물에 비사르잔 또는 침수되기 위해 님탈라 가트 근처에 보관된 칼리 여신상

칼리는 후기 중세 벵골 경건 문학의 중심 인물로, 카말라칸타 바타차리야 (서벵골)(1769–1821)와 람프라사드 센(1718–1775)과 같은 저명한 헌신적인 시인들이 있다. 시바의 배우자로서 파르바티와 연관되는 것을 제외하고, 칼리는 18세기 초 벵골의 헌신적인 움직임이 시작될 때까지 힌두 전설과 도상학에서 어머니와 같은 인물로 거의 묘사되지 않았다. 벵골 전통에서도 그녀의 외모와 습관은 거의 변하지 않는다.:126
칼리에 대한 탄트라적 접근은 끔찍한 모습에도 불구하고 한밤중에 화장터에서 그녀를 대면함으로써 용기를 보여주는 것이다. 대조적으로 벵골 신자들은 어린아이의 태도를 취하며 그녀를 무조건적으로 사랑한다. 두 경우 모두, 신자의 목표는 죽음과 화해하고 사물의 있는 그대로를 받아들이는 법을 배우는 것이다. 이러한 주제는 람프라사드의 작품에서 다루어진다.:125–126 람프라사드는 그의 다른 많은 노래에서 칼리가 자신의 안녕에 무관심하며, 자신을 고통받게 하고, 자신의 세속적 욕망을 아무것도 아닌 것으로 만들고, 자신의 세속적 재산을 파멸시킨다고 언급한다. 그는 또한 그녀가 어머니답게 행동하지 않고 자신의 간청을 무시한다고 말한다.:128
칼리의 자식이 되는 것은 세속적인 즐거움과 쾌락을 박탈당하는 것이라고 람프라사드는 주장한다. 칼리는 기대되는 것을 주지 않는다고 한다. 신자에게는 아마도 그렇게 하지 않는 그녀의 거부가 신자들이 자신과 물질세계를 넘어선 현실의 차원을 성찰할 수 있게 하는 것일지도 모른다.:128
벵골 헌신적인 음악의 상당 부분은 칼리를 중심 주제로 다루며, 샤마 상게트로 알려져 있다.
칼리는 특히 인도 동부의 칼리 푸자 축제에서 숭배되는데, 아슈윈 달의 초승달 날이 디왈리 축제와 겹칠 때 기념된다. 동물 희생 의식은 여전히 벵골, 오리사, 아삼에서 칼리 푸자 기간 동안 행해지지만, 이 지역들 밖에서는 드물다. 이 의식이 이루어지는 힌두교 사원에서는 염소, 닭, 때로는 수컷 물소의 의식적인 살해가 포함된다. 인도 전역에서는 이러한 관행이 점차 줄어들고 있다. 동물이 죽임을 당하는 동인도 사원의 의식은 일반적으로 브라만 사제들에 의해 주도된다.:84, 101–104 여러 탄트라 푸라나는 동물을 죽이는 의식에 대한 방법을 명시한다. 브라만 사제는 희생될 동물의 귀에 만트라를 암송하여 동물을 생과 사의 순환에서 해방시킨다. 동물 보호 단체들은 일부 지역에서 이러한 관행을 금지하는 법원 판결을 근거로 동물 희생에 계속 반대하고 있다.

### 탄트라 불교에서

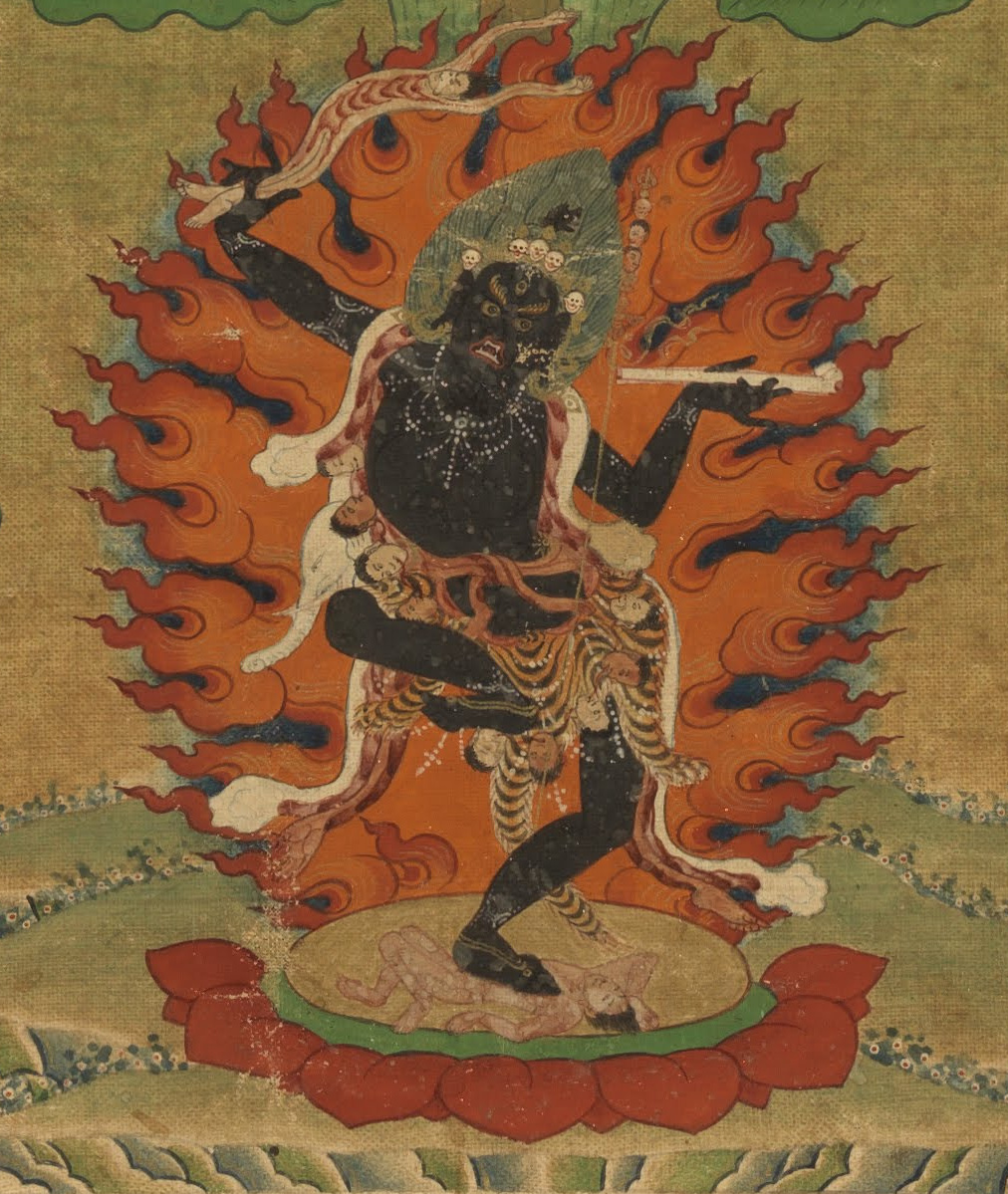
티베트 불교의 트로마 나그모는 칼리의 일부 속성을 공유한다.

카울라와 크라마와 같은 탄트라 칼리 숭배는 탄트라 불교에 강한 영향을 미쳤으며, 이는 사나운 모습의 요기니와 다키니인 바즈라요기니와 크로디칼리에서 볼 수 있다.
티베트에서 크로디칼리(또는 크로다칼리, 칼리카, 크로데스와리, 크리슈나 크로디니)는 트로마 나그모(언어 오류(xct): ཁྲོ་མ་ནག་མོ་, Wylie: khro ma nag mo, 의미: "검은 분노의 여인")로 알려져 있다. 그녀는 마칙 랍드론이 창시한 쵀드 수행 전통의 핵심 신으로 등장하며, 바즈라요기니의 맹렬한 형태로 여겨진다. 다른 유사한 맹렬한 신으로는 검푸른 우그라 타라와 사자 얼굴의 심하무카가 있다.

### 싱할라 불교에서
스리랑카에서 칼리는 불교도와 힌두교도 모두에게 숭배되고 기원된다. 그녀는 일종의 어머니 여신으로, 때로는 질병 퇴치를 위해 기원되기도 하며, 파티니 여신의 하녀이기도 하다. 싱할라 불교에서는 그녀의 기원이 남아프리카의 문네슈바람(Munneśvaram)에 도착하여 인간을 잡아먹고 파티니를 잡아먹으려 했으나 파티니가 그녀를 길들였다는 이야기로 설명된다.
그녀는 일곱 가지 형태를 가진 것으로 여겨지며, 바드라칼리(사업 및 금 거래와 연관되며, 타밀 힌두교 문네슈바람 사원에서 널리 숭배되지만, 후원자의 80% 이상이 싱할라 불교도이다. 이곳의 바드라칼리 사제들은 그녀의 혀를 당혹감이 아닌 복수를 상징한다고 해석하며, 그녀는 무지의 악마를 짓밟는다), 마하바드라칼리, 페나칼리, 반두루칼리(하누마파트라칼리), 리리칼리, 소혼칼리, 기니칼리가 있다. 이 형태들은 칼리암마(칼리의 어머니)에게 종속된다. 붉은 꽃, 은화, 피, 겨자유를 넣은 등잔이 그녀에게 바쳐지며, 파티니의 하인으로서 그녀는 파티니를 대신하여 공양을 받는다. 소혼칼리는 그녀의 가장 인기 있는 사원 중 하나인 콜롬보의 모다라 칼리 사원에서 숭배되는 형태이다.
스리랑카에서 그녀의 숭배는 적어도 서기 9세기로 거슬러 올라가며, 다르마세나 테라는 13세기에 더 오래된 5세기 작품을 바탕으로 사다르마 랏나발리야를 만들었는데, 이는 칼리를 불교적 맥락에서 적극적으로 재해석하고 폭력과 복수의 본질, 그리고 그것들이 사람들을 정당성, 죄책감, 선악이 무의미해질 때까지 순환 속에 가두는 방식을 탐구한다. 칼리는 스리랑카에서 악마(파티니 덕분에 길들여진 악마이긴 하지만)이자 여신으로 여겨져 왔다. 그녀와 신화 속 싱할라 불교 왕들은 모두 정복의 필수 조건으로 악마적인 분노를 사용한다.
얀트라는 그녀와 관련하여 사용되는데, 팔리어 대장경, 후기 불교 파리타 찬트, 그리고 비불교적 얀트라와 만트라에서 유래한다. 사다카얀트라(Sādhakayantra)는 인기가 많으며, 그에 상응하는 만트라에는 아랍어 단어와 이슬람 개념이 포함되어 있다.

### 서구 세계에서의 숭배

#### 이론화된 초기 숭배
칼리 숭배의 한 형태는 중세 시대에 떠돌아다니던 롬인에 의해 서방으로 전파되었을 수도 있다. 몇몇 저자들은 칼리 숭배와 프랑스 남부 카마르그의 순례지인 생트-마리-드-라-메르에서 열리는 성 사라 (사라 라 칼리, "검은 사라", 롬어: Sara e Kali)를 기리는 연례 순례 의식 사이의 유사점을 지적했다. 로널드 리(Ronald Lee, 2001)는 생트 사라(롬어로는 사라 에 칼리)의 성지에서 행해지는 의식의 유사성이 칼리/두르가 숭배가 기독교 인물에 통합되었음을 나타낸다고 지적한다.

#### 현대에서
현대 서양의 칼리 열광자들에 대한 학술 연구는 "모든 이문화 종교 이식의 역사에서 보여지듯이, 서양의 칼리 헌신은 새로운 환경에 적응하기 위해 자체적인 고유한 형태를 취해야 한다"고 언급했다. 컬럼비아 대학교의 아시아 및 중동 문화 교수이자 칼리에 관한 여러 책의 저자인 레이첼 펠 맥더모트(Rachel Fell McDermott)는 서양에서 칼리와 그녀의 숭배에 대한 진화하는 견해를 지적했다. 1998년에 맥더모트는 페미니스트와 뉴에이지 영성가들이 칼리를 억압된 여성의 힘, 성, 치유의 상징으로 인식하기 때문에 칼리에 매료되지만, 이는 힌두 종교 전통에 대한 지식 부족에서 비롯된 오해라고 썼다. 2003년에는 종교적 세계화로 인해 이문화적 차용이 사려 깊게 이루어져야 하며 자연스러운 현상이라고 언급하며 이러한 견해를 수정했다. 그녀는 1990년대 초 이후 칼리 열광자들이 페미니스트 및 뉴에이지 해석보다는 그녀의 성격에 대한 인도적 관점을 더 많이 통합함으로써 더 많은 정보를 기반으로 한 접근 방식을 취하려고 노력했다고 덧붙였다.
현대에 칼리가 많은 여성들, 즉 힌두인과 비힌두인 모두에게 중요한 이미지로 떠오른 것은 주목할 만하다.:399 20세기 후반 이후 서양의 다양한 여성주의 운동은 칼리를 여성 역량 강화와 연관시켰다. 뉴에이지 종교 및 영성 운동은 칼리의 도상학적 묘사와 신화적 이야기에서 신학적 및 성적 해방을 위한 영감을 찾았다.

#### 레위니옹에서
인도양에 있는 프랑스 영토인 레위니옹에서는 성 엑스페디투스(프랑스어: Saint Expédit)에 대한 숭배가 매우 인기가 있다. 말바르인들은 타밀계 조상을 가지고 있지만, 적어도 명목상으로는 가톨릭 신자이다.
이 성자는 칼리와 동일시된다.

## 비교 연구
학자 마빈 H. 포프는 1965년에 7세기 CE에 처음 등장한 힌두교 여신 칼리가 아나트처럼 목걸이를 목에 걸고 잘린 손으로 만든 벨트를 두르거나, 이집트 여신 세크메트처럼 피를 마시는 등 일부 고대 근동 여신들과 공통된 특징을 공유하며, 따라서 그녀의 특성이 그들에게서 영향을 받았을 수 있다고 주장한다.

### 레반트 아나트
레반트 도시 우가리트의 청동기 시대 서사시 주기에는 여전사 여신 아나트가 전사들을 공격하기 시작했다는 신화가 포함되어 있는데, 신화의 텍스트는 여신이 전사들의 머리를 등에 매고 허리에 손을 묶으면서 환희에 차고 간이 기쁨으로, 간이 웃음으로 가득 찼다고 묘사한다. 그녀의 오빠이자 배우자인 신 바알루가 보낸 평화의 메시지에 의해 진정될 때까지 계속되었다.
힌두교 여신 칼리 역시 잘린 머리 목걸이와 잘린 손 허리띠를 착용했으며, 그녀의 배우자인 시바가 그녀의 발밑에 몸을 던짐으로써 진정되었다. 칼리가 휘두르는 낫칼 또한 메소포타미아의 초기 왕조에서 사용된 유사한 낫칼과 관련이 있을 수 있다.

### 이집트 세크메트
신화에 따르면, '인류를 파괴로부터 구원하다'라는 이야기에서 고대 이집트의 최고신인 태양신 라는 인류가 자신을 음모하고 있다고 의심하여 자신의 폭력적인 여성적 측면인 라의 눈의 화신인 여신 하토르를 보내 적들을 파괴하게 했다.
더 나아가, 하토르는 사자 여신 세크메트로 나타나 라의 명령을 수행했고, 그녀는 피에 대한 갈망에 너무 사로잡혀 라 자신도 괴로워하며 살육을 멈추고 싶어 했음에도 불구하고 멈추려 하지 않았다. 따라서 라는 평원에 붉게 물들인 맥주를 범람시키는 계략을 꾸몄고, 세크메트는 이를 피로 착각하고 취할 때까지 마셔서 더 이상 살육을 계속할 수 없게 되어 인류를 파괴로부터 구원했다.
마찬가지로, 칼리도 악마를 죽이면서 전투와 살육의 기쁨에 도취되어 멈추려 하지 않았고, 그래서 데바들은 그녀가 세상을 파괴할까봐 두려워했다. 그녀는 배우자인 시바가 그녀의 발밑에 몸을 던지면서 속임수를 통해 멈추게 되었다.

## 대중문화에서

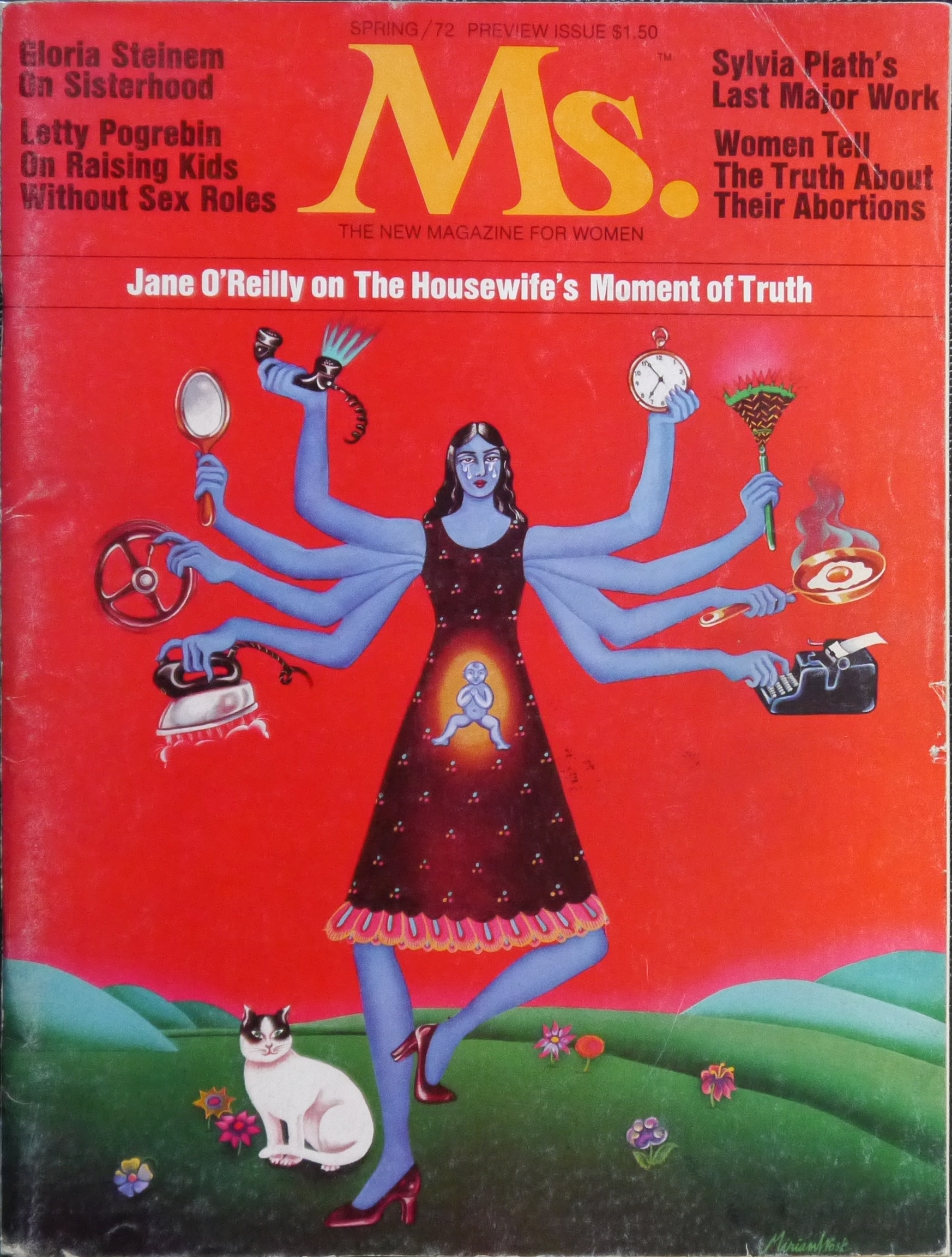
Ms. 잡지 표지, 1972

1939년 미국 모험 영화인 강가딘 (영화)은 부활한 암살단 추종자들이 칼리를 숭배하며 영국령 인도와 전쟁을 벌이는 모습을 그린다. 비틀즈의 1965년 영화 헬프!에서는 링고 스타가 자신을 희생시키려는 칼리 숭배자들에게 쫓기는 모습이 나온다. 1984년 개봉한 액션 어드벤처 영화 인디아나 존스 (영화)(1984)에서는 1935년을 배경으로 칼리 숭배자들로 이루어진 암살단 추종자들이 악당으로 등장한다. 인도 텔레비전 시리즈인 마하칼리 — 앤스 히 아람브 하이(2017)에서는 시바의 배우자인 파르바티 (마하칼리)가 악을 물리치고 무고한 사람들을 보호하기 위해 다양한 형태로 변신한다.
칼리의 현대적인 모습은 1972년 발행된 페미니스트 잡지 Ms.의 첫 호 표지에 실렸는데, 칼리의 많은 팔은 현대 미국 여성의 많은 임무를 상징한다. 1971년에 만들어진 롤링 스톤즈 밴드의 혀와 입술 로고는 칼리의 튀어나온 혀에서 영감을 받았다.

## 더 읽어보기
- Bowker, John (2000). 《Oxford Concise Dictionary of World Religions》. Oxford Press.
- Bunce, Frederick W. (1997). 《A Dictionary of Buddhist and Hindu Iconography (Illustrated)》. D.K. Print World.
- Craven, Roy C. (1997). 《Indian Art (revised)》. Thames & Hudson.
- Doniger, Wendy (2015). 《Encyclopædia Britannica Online, Kali》. Encyclopædia Britannica.
- Harshananda, Swami (1981). 《Hindu Gods & Goddesses》. Ramakrishna Math.
- Mishra, T. N. (1997). 《Impact of Tantra on Religion and Art》. D.K. Print World.
- Santideva, Sadhu (2000). 《Ascetic Mysticism》. Cosmo Publications.
- Loriliai Biernacki, Renowned Goddess of Desire: Women, Sex, and Speech in Tantra Oxford Scholarship Online: September 2007, doi: 10.1093/acprof:oso/9780195327823.001.0001, ISBN 978-0195327823
- Pope, Marvin H.; Röllig, Wolfgang (1965). 〈Syrien: Die Mythologie der Ugariter und Phönizier〉 [Syria: The Mythology of the Ugarites and Phoenicians].   Haussig, Hans Wilhelm. 《Götter und Mythen im Vorderen Orient》 [Gods and Myths in the Middle East] (독일어). 슈투트가르트, Germany: Ernst Klett Verlag. 217–312쪽.
- Pope, Marvin H. (1977). 《Song of Songs》. The Anchor Bible 7C. New York City, United States: 더블데이. ISBN 978-0-385-00569-2.
- Shanmukha Anantha Natha and Shri Ma Kristina Baird, Divine Initiation Shri Kali Publications (2001) ISBN 0-9582324-0-7 – Has a chapter on Mahadevi with a commentary on the Devi Mahatmyam from the Markandeya Purana.
- Ajit Mookerjee, Kali: The Feminine Force ISBN 0-89281-212-5
- 스와미 사트야난다 사라와티, Kali Puja ISBN 1-887472-64-9
- 람프라사드 센, Grace and Mercy in Her Wild Hair: Selected Poems to the Mother Goddess ISBN 0-934252-94-7
- 존 우드로프 (a.k.a. Arthur Avalon) Hymns to the Goddess and Hymn to Kali ISBN 81-85988-16-1
- Robert E. Svoboda, Aghora, at the left hand of God ISBN 0-914732-21-8
- 디미트리 킷시키스, L'Orocc, dans l'âge de Kali ISBN 2-89040-359-9
- 렉스 힉슨, Mother of the Universe: Visions of the Goddess and Tantric Hymns of Enlightenment ISBN 0-8356-0702-X
- Neela Bhattacharya Saxena, In the Beginning is Desire: Tracing Kali's Footprints in Indian Literature ISBN 81-87981-61-X
- The Goddess Kali of Kolkata (ISBN 81-7476-514-X) by Shoma A. Chatterji
- 힌두 신화 사전 (ISBN 0-500-51088-1) by Anna Dallapiccola
- In Praise of The Goddess: The Devimahatmyam and Its Meaning (ISBN 0-89254-080-X) by Devadatta Kali
- Seeking Mahadevi: Constructing the Identities of the Hindu Great Goddess (ISBN 0-791-45008-2) Edited by Tracy Pintchman
- The Rise of the Goddess in the Hindu Tradition (ISBN 0-7914-2112-0) by Tracy Pintchman
- Narasimhananda, Swami, Prabuddha Bharata, January 2016, The Phalaharini Kali.